# Гавлушовиці
Гавлушовиці (пол. Gawłuszowice) — село в Польщі, у гміні Гавлушовіце Мелецького повіту Підкарпатського воєводства.
Населення — 501 особа (2011).
У 1975-1998 роках село належало до Ряшівського воєводства.

## Демографія
Демографічна структура станом на 31 березня 2011 року:
|          | Загалом | Допрацездатний вік | Працездатний вік | Постпрацездатний вік |
| -------- | ------- | ------------------ | ---------------- | -------------------- |
| Чоловіки | 263     | 50                 | 182              | 31                   |
| Жінки    | 238     | 51                 | 132              | 55                   |
| Разом    | 501     | 101                | 314              | 86                   |